# Dogbo
Dogbo è una città situata nel dipartimento di Kouffo nello Stato del Benin con 91 226 abitanti (stima 2006).